# Rinoceronte (Dürer)
Il Rinoceronte è una celebre xilografia eseguita nel 1515 da Albrecht Dürer.
L'animale ritratto era probabilmente il primo rinoceronte visto in Europa dopo l'antichità romana: si trattava di un esemplare di rinoceronte indiano, importato a Lisbona come dono a Manuele I del Portogallo. Suscitò molta curiosità non solo tra gli studiosi, ma anche nel popolo portoghese. L'anno successivo il re volle farne dono al papa Leone X e lo spedì a Roma via mare, ma l'animale perì per un naufragio nel golfo della Spezia nel 1516.
Dürer non vide mai il rinoceronte dal vero, ma ne conobbe la descrizione contenuta in una lettera inviata da Lisbona a Norimberga e su questa base eseguì l'incisione con la tecnica della stampa su legno. Di conseguenza, la rappresentazione che ne fece presenta varie inesattezze. La stampa divenne estremamente popolare e nei secoli successivi fu riprodotta più volte in tutta Europa, ove fu generalmente ritenuta una rappresentazione accurata del rinoceronte fino al tardo XVIII secolo, quando si diffusero disegni più realistici. Nonostante ciò, l'impatto che essa ha avuto dal punto di vista culturale ed artistico resta notevole.

## Il rinoceronte
Il 20 maggio 1515, un rinoceronte indiano arrivò al porto di Lisbona trasportato a bordo di un vascello proveniente dall'Estremo Oriente. Un anno prima, nel 1514, Alfonso de Albuquerque, governatore delle Indie portoghesi, inviò degli ambasciatori al sultano Muzafar II, sovrano dell'attuale Gujarat, chiedendo il diritto di costruire un forte portoghese sull'isola di Diu. Il sultano non rilasciò l'autorizzazione, ma inviò comunque alcuni omaggi diplomatici, fra cui proprio il rinoceronte: all'epoca, infatti, i governatori erano soliti scambiarsi animali esotici da tenere in apposite ménagerie.
Albuquerque decise di inoltrare il dono a re Manuele: il pachiderma venne quindi fatto imbarcare su un vascello, la Nossa Senhora de Ajuda, carico anche di spezie, che venne indirizzato verso il Portogallo, con delle tappe intermedie in Mozambico, Sant'Elena e nelle Azzorre.

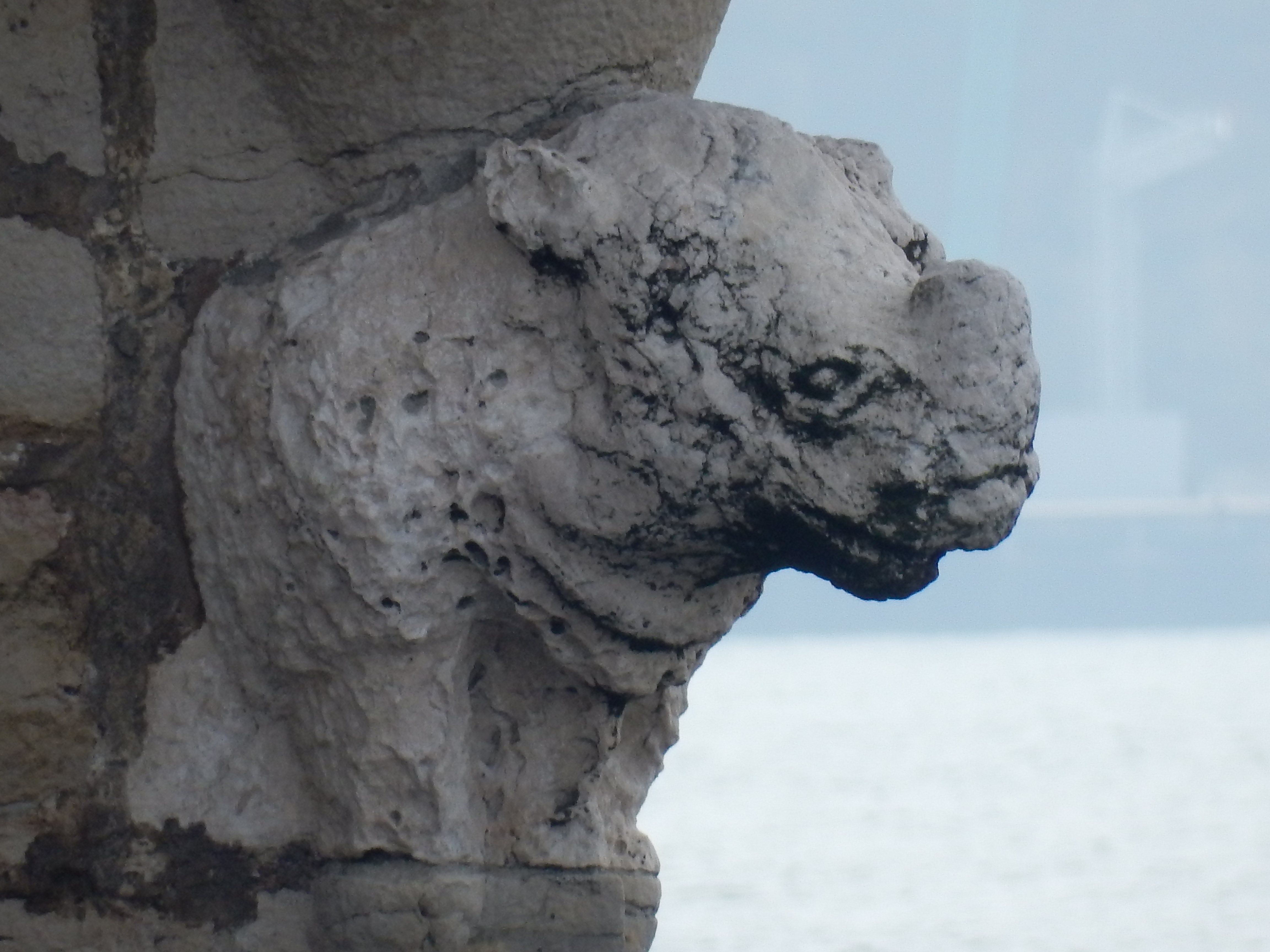
Protome a forma di rinoceronte sulla Torre di Belém.

Dopo un viaggio relativamente breve, di 120 giorni, il rinoceronte - battezzato dai marinai Ulisse - venne finalmente scaricato in Portogallo, vicino al sito dove la torre di Belém era in costruzione (l'edificio, tra l'altro, venne più tardi ornato con delle protomi una delle quali è a forma di testa di rinoceronte). Questo tipo di pachiderma non metteva piede in Europa dall'epoca romana: veniva quindi considerato una creatura leggendaria, reputata inesistente, e frutto di fantasie da scrittori e bestiari (che, non di rado, lo confondevano con l'unicorno).

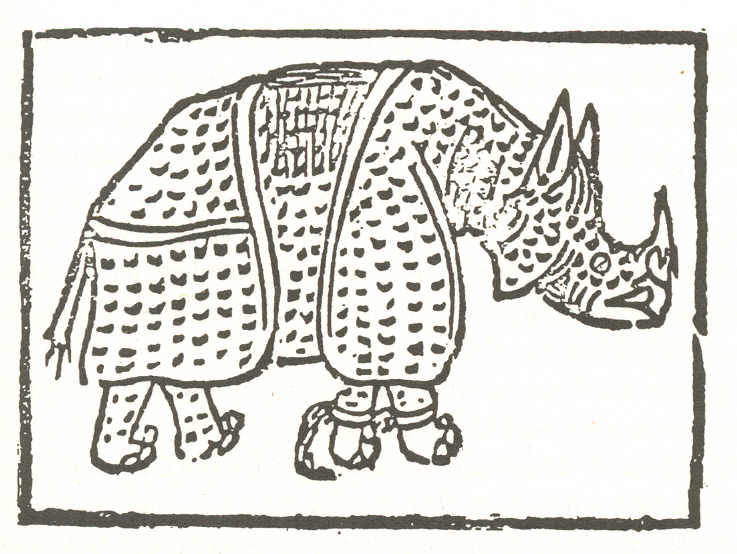
La raffigurazione di Giovanni Giacomo Penni

Il quadrupede, dopo esser stato esaminato dagli studiosi, venne scortato in processione per il centro di Lisbona: al termine della cerimonia fu portato da Manuele I. Il monarca ne rimase molto impressionato e volle tenerlo nel giardino del suo palazzo della Ribeira, per esibirlo come trofeo e come simbolo della potenza dell'impero. Manuele, colmo di ammirazione verso la bestia e desideroso di offrire alla corte dei divertimenti stravaganti, la fece combattere addirittura contro un elefante; il re voleva anche testare l'attendibilità delle fonti classiche, e in particolare di Plinio il Vecchio, che dipingevano il rinoceronte come l'acerrimo nemico dell'elefante. Lo spettacolo, tenutosi nella domenica della Santissima Trinità, si concluse con la disonorevole fuga dell'elefante scelto per fronteggiare il nuovo acquisto della ménagerie regia. Si noti che già otto settimane dopo il suo arrivo nel Vecchio Continente, il rinoceronte venne raffigurato in un poemetto di Giovanni Giacomo Penni, Forma e natura e costumi de lo rinocerote pubblicato il 13 luglio 1515 a Roma.

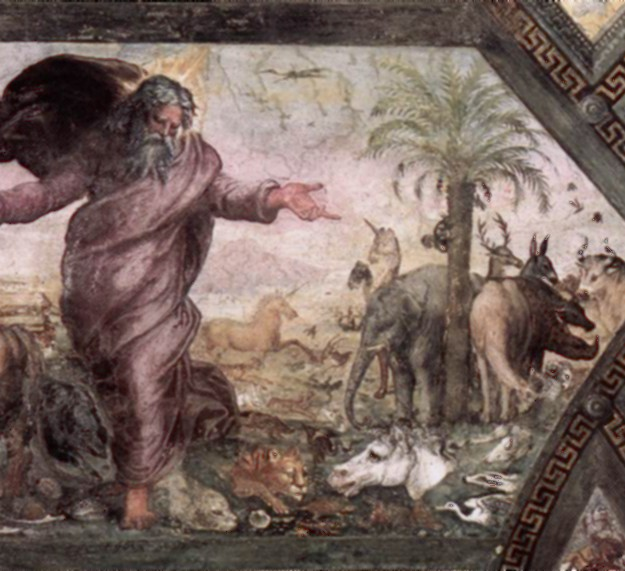
La creazione degli animali, affresco nelle Logge Vaticane di Raffaello Sanzio (1518-9). Si notano un rinoceronte e anche un elefante (con tutta probabilità, si tratta proprio di Annone).

A questo punto, Manuele I decise di donare l'animale a papa Leone X, per mantenersi in buoni rapporti con lo Stato Pontificio. Già l'anno precedente il Papa aveva ricevuto in dono dallo stesso Manuele un elefante, sempre dall'India: si trattava del celebre Annone. Con gran fatica, il rinoceronte fu imbarcato a bordo di un veliero: quest'ultimo, tuttavia, prima di fare arrivo a Roma fece una sosta a Marsiglia, che tra l'altro era in festa per la vittoria della battaglia di Marignano. Il re Francesco I di Francia, venuto a sapere della presenza del curioso ospite, non si lasciò sfuggire l'occasione di vedere il rinoceronte: fu proprio quest'ultimo, tra l'altro, a stimolargli il desiderio di acquisire animali esotici per la sua corte.
Il proseguimento del viaggio fu meno felice: la nave, arrivata all'altezza della città ligure di Portovenere, naufragò a causa di una violentissima tempesta. Il rinoceronte, che prima dell'imbarco era stato incatenato per esser tenuto sotto controllo, non era in grado di nuotare e quindi annegò tra i flutti. Sulla vicenda, lo storico Paolo Giovio scrisse:
Quando la carcassa riaffiorò presso la spiaggia di Villefranche-sur-Mer, fu impagliata e inviata nuovamente al Pontefice. Il destino del rinoceronte rimane sconosciuto: probabilmente venne distrutto durante il sacco di Roma ad opera dei lanzichenecchi, oppure trasferito alla collezione naturalistica della famiglia fiorentina dei Medici. In ogni caso, a Roma l'animale non riscosse lo stesso successo che invece ottenne a Lisbona: ciononostante, compare lo stesso in alcune opere di Giovanni da Udine e di Raffaello.

## L'incisione di Dürer

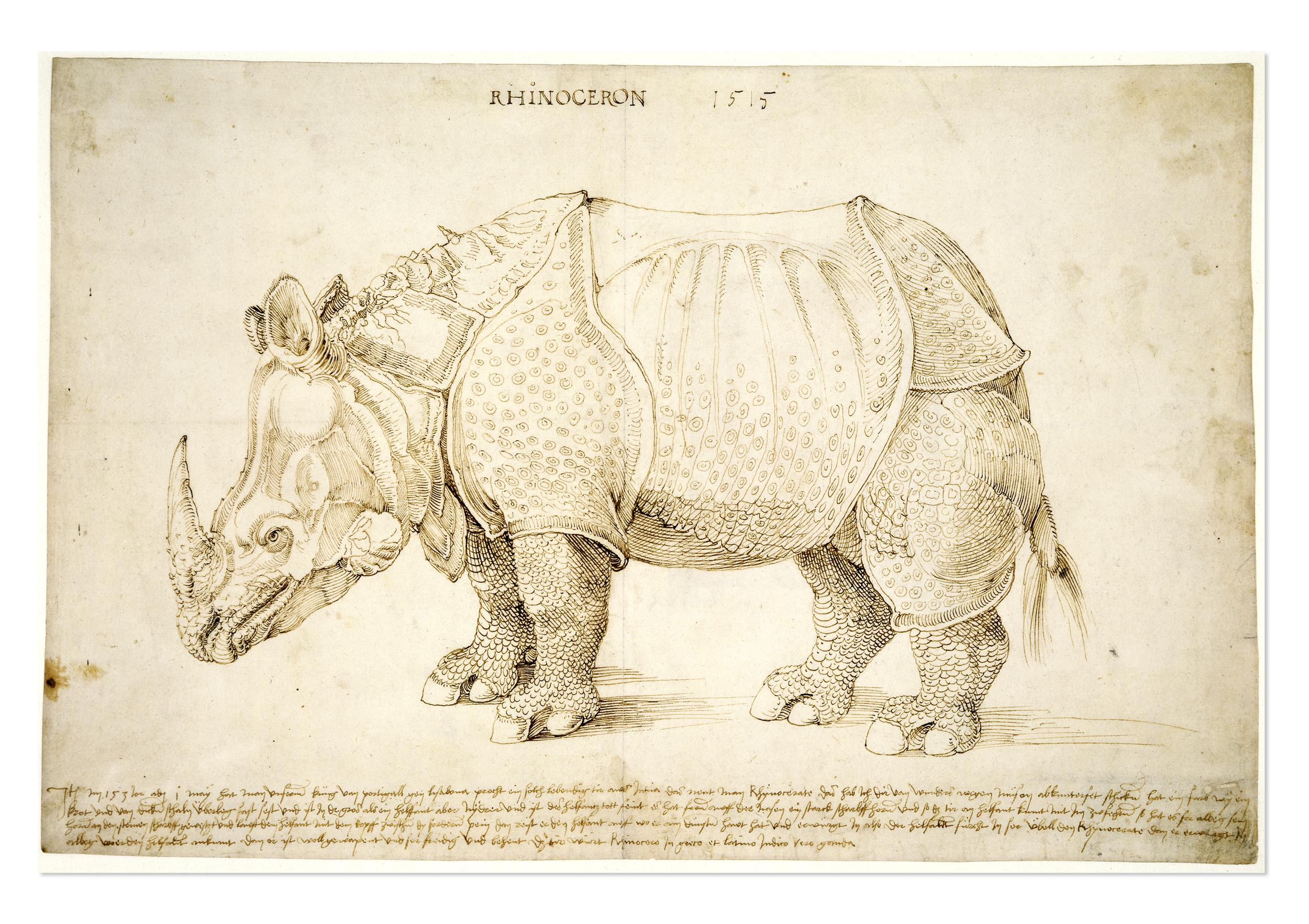
Il disegno di Albrecht Dürer, 1515, oggi custodito al British Museum. 5218.161. In basso è presente la didascalia (tradotta di seguito nell'articolo)

Valentim Fernandes, un tipografo moravo, vide il rinoceronte appena dopo il suo arrivo a Lisbona e, incuriosito dall'animale, nel giugno 1515 ne citò dettagliatamente le caratteristiche in una lettera ad un suo amico di Norimberga. Nello stesso periodo venne mandata un'epistola alla stessa città - si tratta della Lettera scripta a li mercatanti di Norimberga custodita presso la Biblioteca Nazionale di Firenze - con uno schizzo e una descrizione dello straordinario animale, che Dürer ebbe modo di leggere. Lo schizzo di Valentim Fernandes è conservato oggi presso il British Museum nella Sloane Collection. Senza mai aver visto il rinoceronte, Dürer fece due schizzi a penna e inchiostro; la seconda bozza, in particolare, gli servì per realizzare la famosa xilografia.
La scritta in tedesco posta nella parte alta dell'incisione, la cui descrizione dell'animale è attinta principalmente da Plinio, recita:

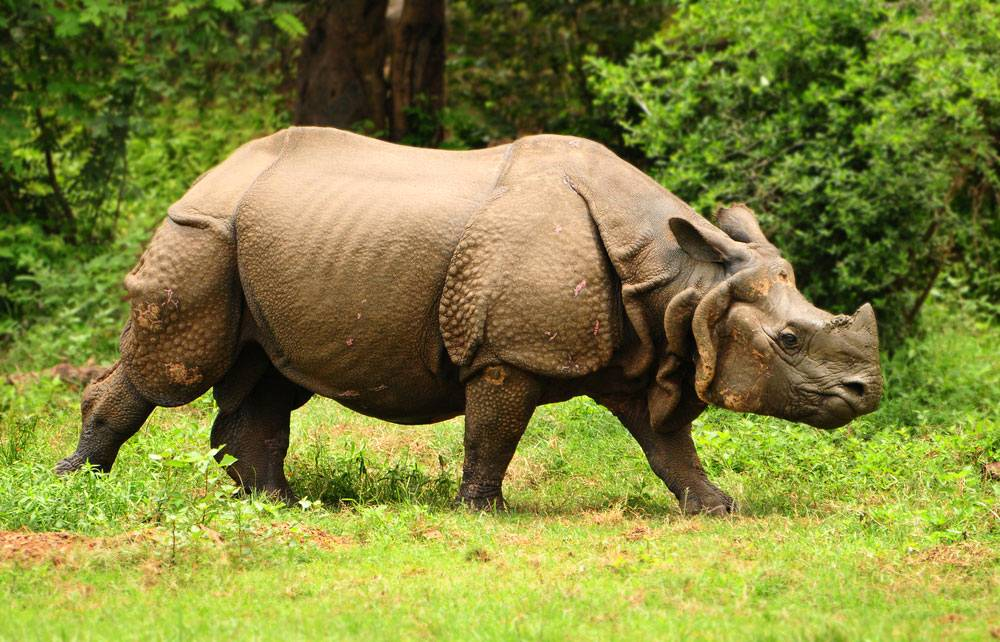
Le pieghe nella pelle di un vero rinoceronte indiano potrebbero ricordare quelle nella xilografia.

L'incisione presenta tuttavia numerose inesattezze che non trovano riscontri nella realtà. Il rinoceronte di Dürer, infatti, presenta un piccolo corno che spunta sulla schiena, una pelle quasi simile ad un'armatura a piastre, una gorgiera sul collo e gambe squamose: nessuna di queste caratteristiche, in realtà, è presente in un rinoceronte reale. È possibile che in occasione dello scontro con l'elefante sia stata forgiata un'armatura per la fiera; in alternativa, può darsi che l'«armatura» di Dürer sia un richiamo alle pieghe presenti sulla pelle del rinoceronte indiano oppure semplicemente un'aggiunta di fantasia, o magari un equivoco.

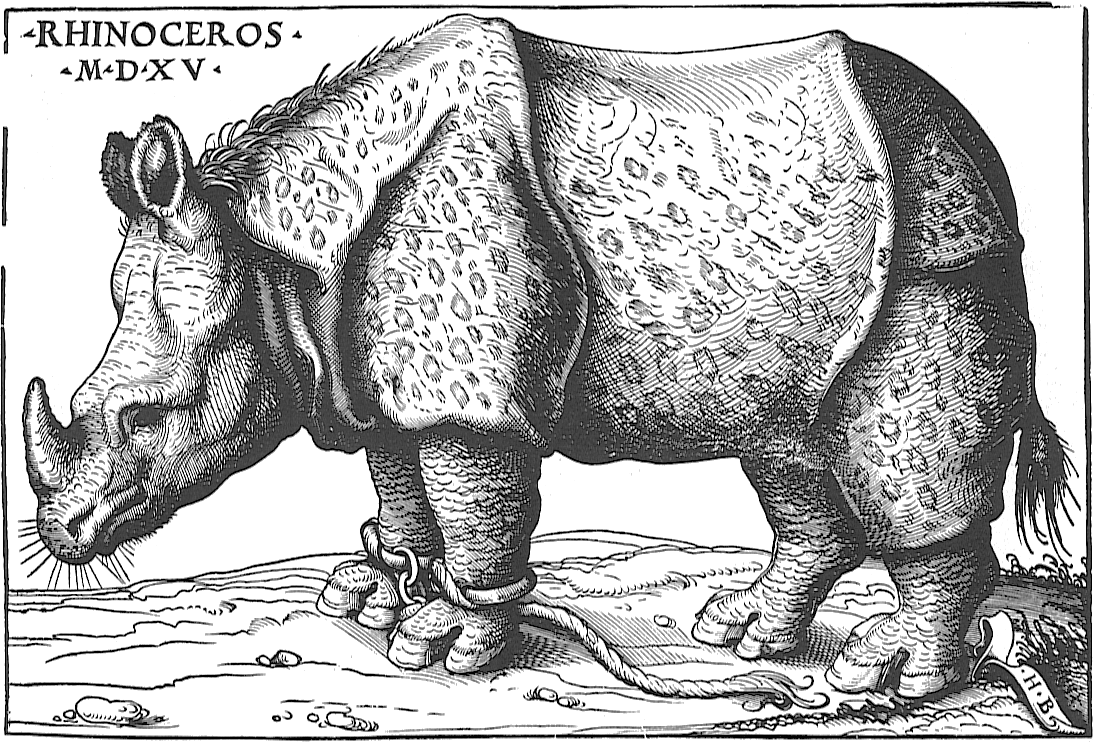
L'incisione di Hans Burgkmair.

Una seconda incisione, oggi conservata alla Biblioteca albertina di Vienna, venne ricavata dalle stesse fonti da Hans Burgkmair, amico di Dürer. Si tratta di un disegno più anatomicamente accurato e meno fantasioso, ma che non godette della popolarità dell'incisione di Dürer.

## Il successo dell'opera
In ogni caso, l'incisione di Dürer, nonostante tutte le sue imprecisioni, ebbe uno straordinario successo, e fu presa a modello d'innumerevoli illustrazioni, dipinti e sculture fino al XVIII secolo. La xilografia, infatti, è presente nella Cosmographiae di Sebastian Münster (1514), nella Historiae animalium di Conrad Gessner e nella Histoire of Foure-footed Beastes di Edward Topsell (1607), oltre che nel Quadrupedum omnium bisulcorum historia di Ulisse Aldrovandi.

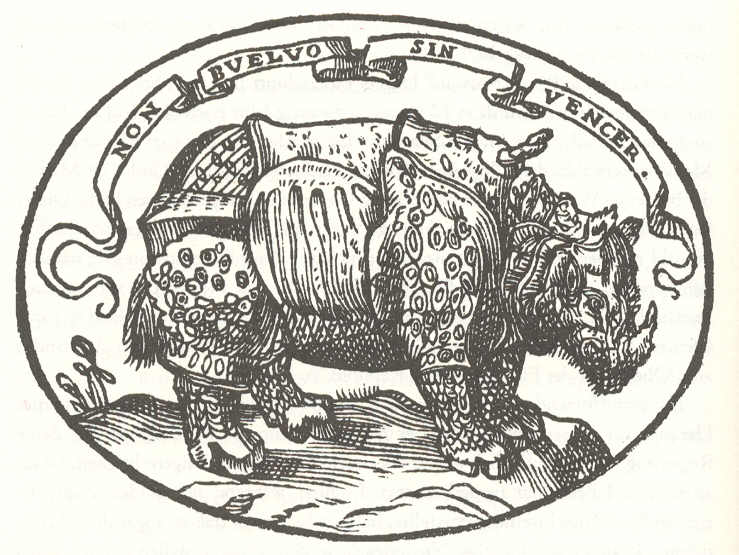
Lo stemma di Alessandro de' Medici

Il duca Alessandro de' Medici, tra l'altro, basò il proprio emblema proprio sul Rinoceronte, con il motto Non Vuelvo Sin Vencer, spagnolo dell'epoca per «non assalgo senza vincere». Vi è una scultura basata sul disegno di Dürer anche nell'obelisco di rue Saint-Denis a Parigi, progettato da Jean Goujon nel 1549; un simile rinoceronte è presente anche in uno dei portali di bronzo del duomo di Pisa.

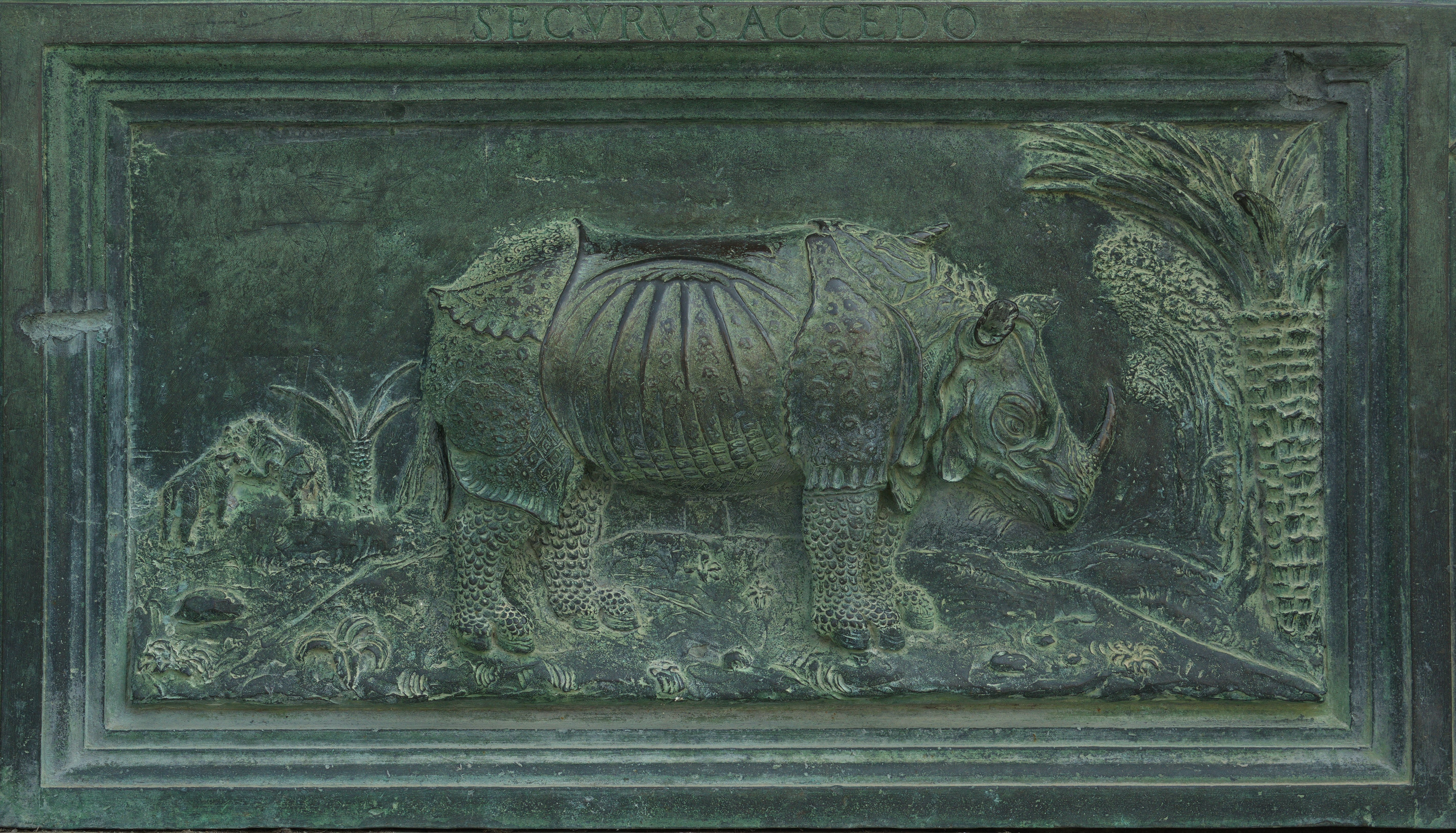
Dettaglio sulla porta centrale del Duomo di Pisa, opera bronzea di bottega del Giambologna, ca. 1602

La posizione di preminenza dell'immagine di Dürer e dei suoi derivati diminuì solo nel Settecento, quando vennero portati in Europa altri rinoceronti, raffigurati quindi più accuratamente. Fra i disegni più famosi, vi sono quello di Jean-Baptiste Oudry del rinoceronte Clara (1749), e quello di George Stubbs, incentrato sulla figura di un grande rinoceronte portato a Londra intorno al 1790. Entrambe opere erano molto più accurate della xilografia di Dürer, e ciò contribuì a far perdere all'opera il posto che fino ad allora aveva ricoperto nell'immaginario collettivo. Non a caso, nel diario di viaggio di James Bruce, alla ricerca delle sorgenti del Nilo Azzurro, l'opera di Dürer viene stigmatizzata come «meravigliosamente mal eseguita in tutte le sue parti»; viene anche citata come la causa di «tutte le forme mostruose con cui tale animale è stato dipinto, da allora».
Umberto Eco, nel suo Trattato di semiotica generale, afferma che le «scaglie e piastre imbricate» divennero un elemento necessario per raffigurare l'animale, anche per chi conosceva meglio l'anatomia della bestia, visto che «solo quei segni grafici convenzionalizzati possono denotare 'rinoceronte' al destinatario del segno iconico».